# 佩鲁马加卢尔
佩鲁马加卢尔（Perumagalur），是印度泰米尔纳德邦坦贾武尔县的一个城镇。总人口5405（2001年）。

## 人口
该地2001年总人口5405人，其中男性2598人，女性2807人；0—6岁人口567人，其中男284人，女283人；识字率63.76%，其中男性为73.75%，女性为54.51%。